# 웨일스 자유민주당
웨일스 자유민주당(영어: Welsh Liberal Democrats, 웨일스어: Democratiaid Rhyddfrydol Cymru)은 웨일스의 정당이다. 현재 웨일스 노동당, 플라이드 컴리, 웨일스 보수당, 영국 독립당 다음으로 의석을 확보하고 있으며, 웨일스 지역 내에서는 제5당이며 웨일스 의회에서는 제5야당을 유지하고 있다.

## 같이 보기
- 자유민주당 (영국)
- 잉글랜드 자유민주당
- 스코틀랜드 자유민주당
- 북아일랜드 자유민주당